# Maris Lauri

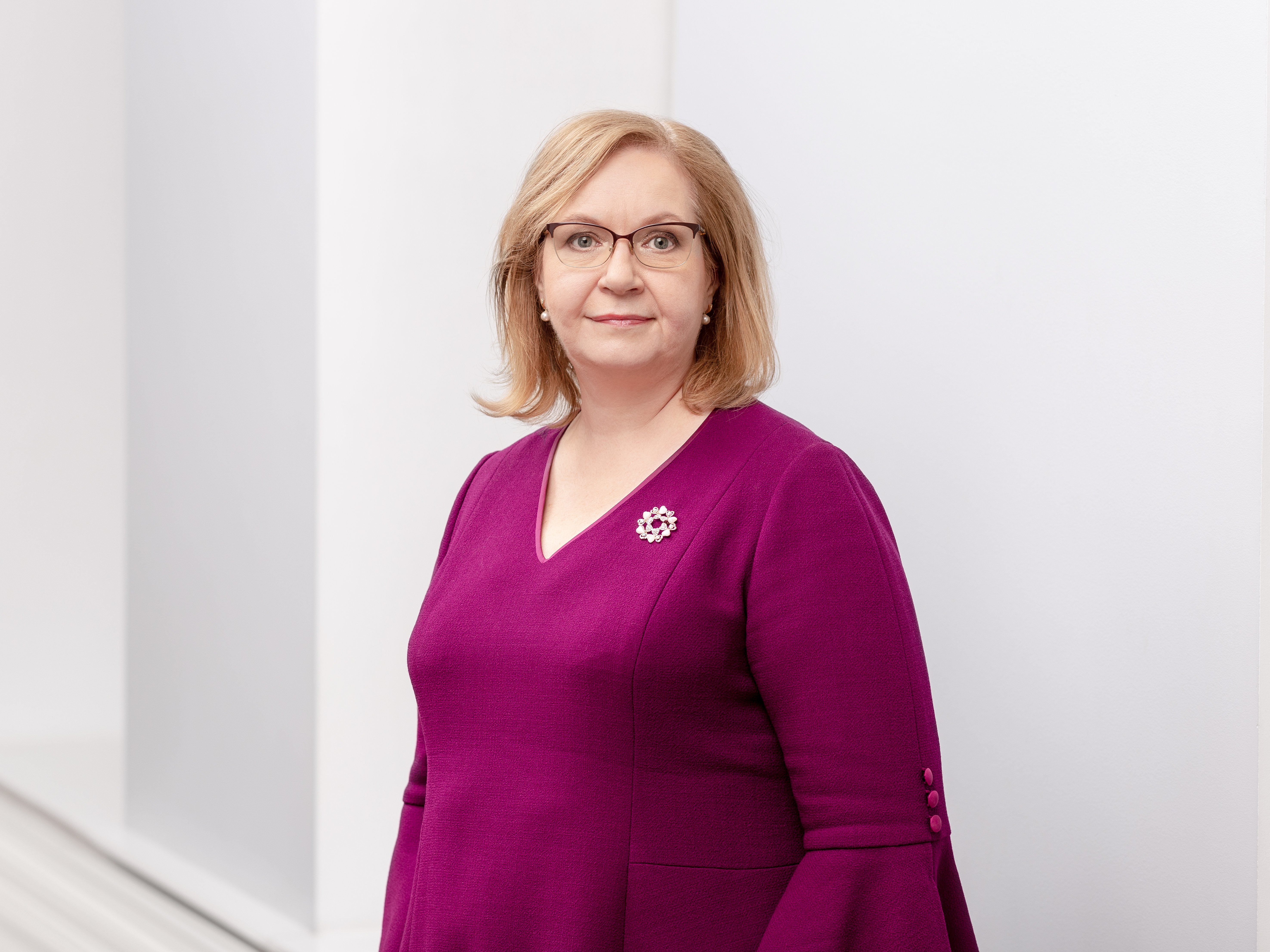
Maris Lauri (2021)

Maris Lauri (* 1. Januar 1966 in Kiviõli, Estnische SSR) ist eine estnische Politikerin. Sie gehört seit 2014 der liberalen Reformpartei an.
Vom 3. November 2014 bis 9. April 2015 Finanzministerin und vom 13. September 2016 bis zum 23. November 2016 war sie Ministerin für Bildung und Wissenschaft der Republik Estland. Zuletzt war Lauri, vom 21. Januar 2021 bis 18. Juli 2022, Justizministerin im Kabinett K. Kallas I.

## Leben
Maris Lauri machte 1984 ihr Abitur in der nordost-estnischen Stadt Kohtla-Järve. Von 1984 bis 1989 studierte sie Wirtschaftskybernetik an der Staatlichen Universität Tartu. Sie legte ihr Diplom als Mathematikerin und Wirtschaftswissenschaftlerin ab. 1994 erwarb sie ihren Magistertitel im Fach Wirtschaftswissenschaft an der Universität Tartu.

### Tätigkeit in Wirtschaft und Politik
1993 begann Maris Lauri ihre berufliche Karriere im estnischen Wirtschaftsministerium. Von 1994 bis 1998 war sie bei der estnischen Zentralbank (Eesti Pank) beschäftigt. Von 1998 bis 2011 arbeitete sie als Wirtschaftsanalystin bei der Swedbank. 2011 gründete Lauri ihr eigenes Consulting-Unternehmen OÜ Oeconomia.
Von April bis November 2014 war sie Wirtschaftsberaterin des estnischen Ministerpräsidenten Taavi Rõivas für dessen erste Regierung. Nach dem Rücktritt von Jürgen Ligi wurde sie dort am 3. November 2014 Finanzministerin. Sie war die erste Frau in diesem Amt.
Nach der Parlamentswahl 2015 und der Bildung einer neuen Koalition schied Maris Lauri zunächst aus der Regierung aus. Sie war in der Folgezeit Abgeordnete im estnischen Parlament (Riigikogu). Vom 13. September 2016 bis zum 23. November 2016 war sie Ministerin für Bildung und Wissenschaft im zweiten Kabinett von Ministerpräsident Taavi Rõivas. Nach dem Bruch der Koalition und Verlust der Regierungsverantwortung kehrte sie als Abgeordnete für ihre Partei ins Parlament zurück.
Bei der Parlamentswahl 2019 konnte die Reformpartei Zugewinne verzeichnen, blieb aber zunächst in der Opposition Am 21. Januar 2021 wurde Maris Lauri als neue Justizministerin der ersten Regierung von Ministerpräsidentin Kaja Kallas vereidigt. Da auch diese Koalition zerbrach, blieb sie allerdings wieder nur bis zum 18. Juli 2022 im Amt und wurde danach nicht mehr als Ministerin berücksichtigt. Bei der Wahl 2023 konnte sie allerdings ihr Abgeordnetenmandat verteidigen.